# Pyramid Computer
Die Pyramid Computer GmbH entwickelt und produziert IT-Lösungen für die Bereiche Netzwerktechnik, Netzwerksicherheit, Industrie-PC und Industrielle Bildverarbeitung. Des Weiteren entwickelt und produziert das Unternehmen Self-Service-Lösungen (Kiosksysteme). Mit ihren Self-Service-Lösungen für die Gastronomie ist die Pyramid Computer GmbH der größte Anbieter in diesem Bereich weltweit.
In Zusammenarbeit mit 3M brachte das Unternehmen 2011 das weltweit erste großformatige Multi-Touch-System zur Marktreife. Begleitend zur praktischen Entwicklungsarbeit forschte das Unternehmen mit dem Fraunhofer-Institut für Arbeitswirtschaft und Organisation in Stuttgart zu den Themen Automation und Grafische Benutzeroberfläche (GUI). Damit vergrößerte das Unternehmen die Anwendungsreichweite von Self-Service-Lösungen auf der Basis projektiv kapazitiver Touchscreens.
1998 war Pyramid Computer mit dem LINUX-betriebenen multifunktionalen Kommunikations-Server BenHur hervorgetreten, und 2004 als Hardware-Supplier der genugate, der einzigen Firewall, die vom Bundesamt für Sicherheit in der Informationstechnik (BSI) zur damaligen Zeit nach dem internationalen Standard CC als Highly Restistant eingestuft wurde. 2008 hatte Pyramid Computer Anteil am Bau von ATLAS, einem Großrechner (Gigabit-Ethernet-Cluster) für das Albert-Einstein-Institut (Hannover), das mit ihm zur Theorie der Gravitationswellen forschte. Zum Zeitpunkt seiner Inbetriebnahme belegte ATLAS unter den Top500 der schnellsten Computer der Welt mit einer Leistung von 32,8 Teraflops Platz 68.

## Hintergrund
Die Gründer Niko Hensler und Friedrich (Frieder) Hansen führten das Unternehmen 34 Jahre gemeinsam. 2019 übernahm Josef Schneider die operative Geschäftsführung, die 2021 mit Stefan Brückner erweitert wurde. Im selben Jahr wurden die Geschäftsanteile an der Pyramid Computer GmbH von den Firmengründern an die börsennotierte mic AG verkauft. 
Der Unternehmensumsatz im Jahr 2019 betrug ca. 55 Mio. und im Jahr 2020 ca. 58 Mio. Euro. Stammsitz des Mittelständlers, der in Ichtershausen bei Erfurt ein Produktions- und Logistikzentrum betreibt, ist Freiburg i. Breisgau. Pyramid Computer beschäftigt nach veröffentlichten Unternehmensangaben ca. 130 Mitarbeiter.

## Unternehmensgeschichte
Friedrich Hansen gründete Pyramid Computer 1985 in der elterlichen Wohnung in Freiburg. Im Jahre 1986 entstand die heutige Pyramid Computer GmbH mit den weiteren Gesellschaftern Nikolaus Hensler, Markus Müller und Christian Pogoda. Anfangs wurden Komponenten importiert, Apple II und IBM-XT-kompatible Computer assembliert und an Endverbraucher sowie Unternehmen im Bundesgebiet verkauft.
Schon 1987 beschäftigten sie mehr als 30 Mitarbeiter und 1989 – im neu erbauten Firmensitz mit ca. 2.500 m² Büro-, Lager- und Produktionsfläche – bereits über 50 Mitarbeiter. Das weiterhin starke Unternehmenswachstum würdigte das Magazin Wirtschaftswoche mit der Auszeichnung Entrepreneur des Jahres, die 1991 von Helmut Haussmann, Bundesminister für Wirtschaft, überreicht wurde. Im selben Jahr teilte das Unternehmen sich für das Design seiner Desktop-Computer-Linie WaveLine den renommierten iF Design Award mit NeXT Computer Europe aus der Unternehmensgruppe von Steve Jobs. 1994 – nach Erwerb der CD Computer & Datentechnik GmbH – war das erste Geschäftsjahr, in dem das Unternehmen mehr als 10.000 Computersysteme fertigte. In den Jahren 1992–1997 erfolgte eine expansive Diversifizierungsstrategie mit der Gründung einiger Tochterfirmen für weitere Technologiebereiche wie ERP-Entwicklung, PABX-Herstellung, Grosshandelssparte, Speichermodulfertigung und -handel sowie Markenartikel-Merchandising.
Dem wachsenden Konkurrenzdruck, den das Angebot von Elektro- und Discount-Einzelhandelsketten um die Jahrtausendwende auf dem Markt für Desktop-Computer erzeugte, begegnete das Unternehmen mit der Neuausrichtung seines Geräte- und Kundenportfolios. Pyramid Computer wandelte sich zum Anbieter sowohl von standardisierten als auch maßgeschneiderten Lösungen in den Bereichen Netzwerk und Netzwerktechnik, Industrie-PC und Industrielle Bildverarbeitung. Das Unternehmen wurde 2000 mit dem Innovationspreis des Landes Baden-Württemberg (Dr.-Rudolf-Eberle-Preis) für "unkonventionelle Ideen für innovative Produkte, Verfahren oder Dienstleistungen" ausgezeichnet, 2002 mit dem Freiburger Innovationspreis für "[d]ie neuartige Netzwerk- und Firewall-Technologie sowie die hohe Skalierbarkeit des Ben Hur II Systems", 2003 mit dem dritten Platz beim CyberOne Hightech Award, mit dem das Land Baden-Württemberg "die zukunftsweisendsten Geschäftskonzepte technologieorientierter Start-ups und Unternehmen".
Seit 2007 forschte das Unternehmen mit 3M und dem Fraunhofer-Institut für Arbeitswirtschaft und Organisation auf dem Gebiet des projektiv kapazitiven Touchscreens bzw. der Grafischen Benutzeroberfläche und Automation. Im Ergebnis konnte die Fläche von projektiv kapazitiven Touchscreens, die eine Vielzahl gleichzeitiger Benutzergesten (Touches) verarbeiten, vergrößert werden. Mit dem ersten hauseigenen Polytouch-Gerät, das 2011 der Fachwelt vorgestellt wurde, gelang die Erweiterung der Displaygröße von bis dahin möglichen 20 auf maximal 42 Zoll. So wurden der Self-Service-Technologie Impulse gegeben, z. B. zur Realisierung neuartiger Selbstbedien- und Informationskioske (Terminals) für den Einzelhandel. Seinen Technologievorsprung in dieser Produktsparte setzte das Unternehmen zuerst auf dem innovationsoffeneren angelsächsischen Markt in wirtschaftlichen Erfolg um, indem es in England die Kaufhauskette Marks & Spencer und in den USA die Kinokette AMC als Kiosk-Großkunden gewann. Heute trägt die Kiosk-Sparte mit ca. 60 % zum Unternehmensumsatz bei.
Das ISO-zertifizierte (ISO 9001:2015) Unternehmen ist Kompetenzpartner von Intel (Platinum) und Microsoft (Gold-Certified). Zu seinen Kunden zählen Großkonzerne (u. a. Siemens AG, Daimler AG, THALES Group, McDonald’s, EDEKA-Gruppe) ebenso wie Unternehmen des Bundes (genua GmbH) und hochspezialisierte Nischenanbieter (u. a. Apogee France).
Quelle: Kathrin Ermert

## Produktsäulen

### Hardware

#### Plattformen für Self-Service-Kioske
Die Kiosk-Systeme des Unternehmens enthalten Peripheriegeräte (z. B. Display, PC-Boxen, Thermodrucker, Scanner, Audio Input und Output) in einem designbetonten Chassis. Gleichzeitig sind die Systeme einfach in Aufbau und Wartung. Hier spielt ein vom Unternehmen eigens entwickelter LVDS-Connector eine zentrale Rolle, der Displayeinheit und PC verbindet und sämtliche Energie- und Datenströme leitet. Die Kioske können von Benutzern, die in ihrem Seh-, Hör- oder Bewegungsvermögen eingeschränkt sind, leicht bedient werden und ermöglichen so den barrierefreien Zugang zu digitalen Service- und Einkaufsangeboten.
Die aktuelle Kioskpalette des Unternehmens reicht von Lösungen für den Einzelhandel, die Gastronomie und Hotellerie bis hin zu E-Ticketing-, E-Banking und Zugangskontrollsystemen, auch für den öffentlichen Raum. Ein wichtiger Partner des Unternehmens ist McDonald’s, in dessen Schnellrestaurants (Quickservice-Systemgastronomie) weltweit mehrere 10.000 seiner Kiosk-Systeme zum Einsatz kommen.
Zur Eindämmung der COVID-19-Pandemie produziert das Unternehmen u. a. Serviceterminals, die in der Lage sind, über einen Scan der Netzhaut die Körpertemperatur zu bestimmen und entsprechend dem Messergebnis den Raumzutritt zu regeln.

#### Plattformen für Industrie-PC und -Server und für Industrielle Bildverarbeitung
Die Produktsäule beinhaltet PC-Lösungen für das industrielle und nicht industrielle Umfeld. Neben Standardlösung für konventionelle Anwendungen entwickelt das Unternehmen in Zusammenarbeit mit Kunden u. a. aus der Biomedizin, der experimentellen Forschung, der Lebensmittelbranche und der Luft- und Raumfahrt spezialisierte Lösungen zur Steuerung hochperformanter Systeme und anschließender Verarbeitung und Speicherung der von ihnen erzeugten Datenmengen.
Einen zunehmend wichtigeren Platz nehmen Lösungen für Aufgaben in der Industriellen Bildverarbeitung ein, z. B. die Qualitätsprüfung beim Recycling von Mehrwegwaren oder die Untersuchung von Gewebeproben durch vollautomatisierte Screening-Mikroskope.

#### Plattformen für Rack-Serversysteme
Die Hardware-Plattformen des Unternehmens werden als Kernkomponenten u. a. für IT-Lösungen im Bereich Netzwerksicherheit zur Umsetzung von Sicherkonzepten verwendet, auch zum Schutz hochkritischer Infrastrukturen von Behörden und Industrieunternehmen durch Firewalls, VPN, verschlüsselter Datenkommunikation via Internet, Fernwartungs- und Remote Access-Systeme. Ein langjähriger Partner in diesem Bereich ist die genua GmbH, die sich auf IT-Sicherheit spezialisiert hat und zur staatlichen Bundesdruckerei gehört.

### Dienstleistungen
Die Dienstleistungen des Unternehmens beinhalten ein Projektmanagement, das als zentraler Ansprechpartner dem Auftraggeber dient. Die Leistungsanteile der Projektbeteiligten von der Produktentwicklung über die Produktion bis zur Auslieferung bzw. Installation werden so koordiniert, dass ein Produkt "Turn Key Ready" übergeben werden kann. Weitere Dienstleistungen des Unternehmens sind ein Lifecycle Management, eine Warenvorhaltung über Konsignationslager, die Langzeitbevorratung von Komponenten zum Austausch bzw. zur Erweiterung bestehender Systeme und ein Global-Service-Programm.

## Auszeichnungen
- 1991: Auszeichnung Entrepreneur des Jahres.
- 1991: iF Design Award.
- 1999: Innovationspreis (Dr.-Rudolf-Eberle-Preis) des Landes Baden-Württemberg.
- 2002: Freiburger Innovationspreis.
- 2004: Auszeichnung Innovation des Monats durch das Land Baden-Württemberg im Rahmen der Mittelstandsinitiative ebigo.de.[24]
- 2005: CyberOne-Award (3. Platz) des Landes Baden-Württemberg.
- 2010: Intel Channel Innovation Award (1. Platz).
- 2011: Siemens Top Supplier Award in der Kategorie Electronical Components.
- 2020: Best Retail Cases Award (3. Platz in der Kategorie Retail Omnichannel).
- 2020: European Product Design Award (Kategorie Event Supplies/Kiosks).

## Sponsoring
- Marken Award 2018 in Düsseldorf.[25]

## Dokumentationen
- Friedrich Hansen und die Pyramid-Company, Produktion: SDR, Reihe: Menschen und Märkte, Erstausstrahlung: 19. März 1991 beim SDR.